# American Mutoscope and Biograph Company
American Mutoscope and Biograph Company, opgericht in 1896, was van oorsprong een Amerikaanse filmmaatschappij gebaseerd op eigen uitvindingen van filmtechniek, zoals de mutoscoop en de biograaf. Internationaal opererend, vanaf 1898 ook werkzaam in Nederland, vormde zij de eerste exploitatie van filmbeelden over de actualiteit. Bij dit bedrijf begon dus het bioscoop- en televisiejournaal.